# Roger Ramis
Roger Ramis (diu El Nin, o Lou Ninou) és un jugador francès de rugbi a 15, nascut el 29 de març de 1902 a Perpinyà (Catalunya Nord) i mort el 16 de novembre de 1985, d'1 m 73 per a 75 kg, havent ocupat el lloc de tres quarts ala, després centre, al si del club de l'USAP de 1919 a 1934, any en què va decidir passar al XIII per entrenar el XIII Català.
Va ser el capità de l'equip durant les fases finals de 1924 a 1926. Treballava a la Cambra de Comerç de Perpinyà.
Un estadi de Perpinyà porta sempre el seu nom.

## Palmarès
- 3 seleccions en equip de França A, en 1922 i 1923 (igualment seleccionat durant el mateix període (a 6 vegades): Joseph *Pascot, l'obridor de l'equip, capità el 1921, i nascut el 1897)
- Campió de França en 1921 i 1925
- Subcampió de França en 1924 i 1926